# Rättspsykiatriska regionkliniken i Växjö

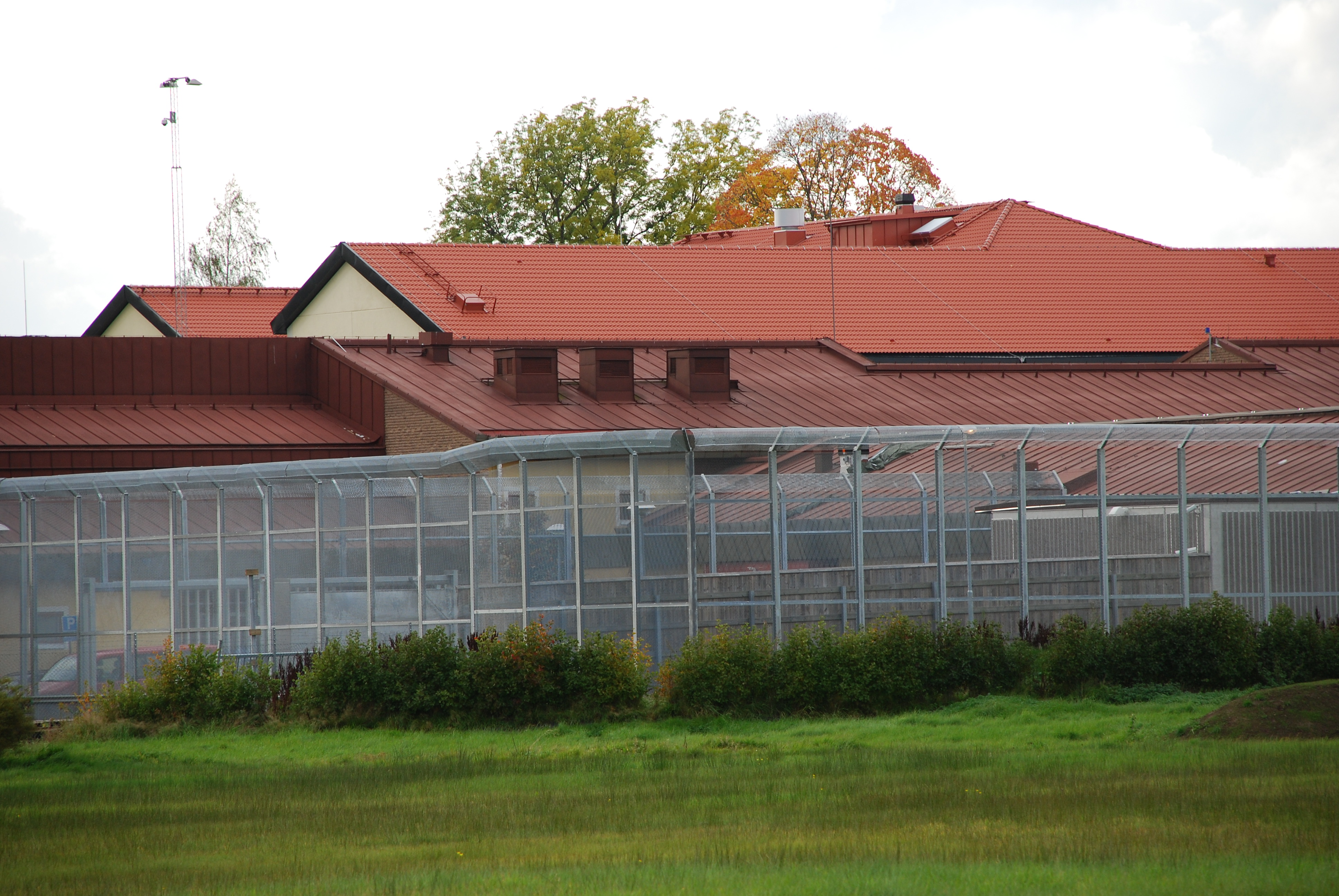
Stängsel kring den rättspsykiatriska kliniken.

Rättspsykiatriska regionkliniken i Växjö är en rättspsykiatrisk region- och riksklinik. Den är Sveriges enda högsäkerhetsklinik tillika skyddsobjekt. Kliniken bedriver högspecialiserad rättspsykiatrisk vård med flera olika profilområden och är även känt som Sankt Sigfrids sjukhus, efter sin placering på Sigfridsområdet i Växjö. 
Kliniken har drygt 120 vårdplatser, fördelade över nio vårdavdelningar och en utrednings- och behandlingsenhet. Sammantaget finns närmare 30 olika vårdmiljöer och kliniken uppbär alla säkerhetsklasser. Främst finns slutenvårdsplatser inom de stora vårdbyggnaderna, men mindre vårdbyggnader såsom Ekudden, Äppelbacken och Kastanjebacken är exempel på mer öppna vårdmiljöer där patienter efter individuell avvägning förbereds för ett liv ute i samhället.
Kliniken har drygt 600 medarbetare med olika kompetens.
På kliniken finns även en forskningsenhet som bedriver forskningsarbete i samarbete med universitet och myndigheter.